# Двейл (Кентуккі)
Двейл (англ. Dwale) — переписна місцевість (CDP) в США, в окрузі Флойд штату Кентуккі. Населення — 239 осіб (2020).

## Географія
Двейл розташований за координатами 37°37′36″ пн. ш. 82°43′53″ зх. д. / 37.62667° пн. ш. 82.73139° зх. д. (37.626661, -82.731292).  За даними Бюро перепису населення США в 2010 році переписна місцевість мала площу 1,74 км², з яких 1,70 км² — суходіл та 0,04 км² — водойми. В 2017 році площа становила 1,62 км², з яких 1,58 км² — суходіл та 0,04 км² — водойми.

## Демографія
Згідно з переписом 2010 року, у переписній місцевості мешкало 329 осіб у 134 домогосподарствах у складі 93 родин. Густота населення становила 189 осіб/км².  Було 147 помешкань (84/км²).
Расовий склад населення:
| - 94,8 % — білих - 2,7 % — азіатів - 0,6 % — чорних або афроамериканців - 0,3 % — корінних американців |

До двох чи більше рас належало 1,2 %. Частка іспаномовних становила 0,3 % від усіх жителів.
За віковим діапазоном населення розподілялося таким чином: 24,3 % — особи молодші 18 років, 62,3 % — особи у віці 18—64 років, 13,4 % — особи у віці 65 років та старші. Медіана віку мешканця становила 40,2 року. На 100 осіб жіночої статі у переписній місцевості припадало 97,0 чоловіків;  на 100 жінок у віці від 18 років та старших — 91,5 чоловіків також старших 18 років.
Середній дохід на одне домашнє господарство  становив 23 202 долари США (медіана — 23 750), а середній дохід на одну сім'ю — 35 214 долари (медіана — 27 344). За межею бідності перебувало 19,0 % осіб, у тому числі 0,0 % дітей у віці до 18 років та 0,0 % осіб у віці 65 років та старших.
Цивільне працевлаштоване населення становило 33 особи. Основні галузі зайнятості: мистецтво, розваги та відпочинок — 57,6 %, публічна адміністрація — 42,4 %.